# ГЕС Кока-Кодо-Сінклер
ГЕС Кока-Кодо-Сінклер – гідроелектростанція на північному сході Еквадору. Знаходячись після ГЕС Quijos, становить нижній ступінь каскаду у сточищі річки Кока, правої притоки Напо, котра в свою чергу є лівою притокою Амазонки. 
В межах проекту річку Кока дещо нижче від злиття її витоків Саладо та Quijos перекрили кам’яно-накидною греблею із бетонним облицюванням висотою 32 метра, яка спрямовує ресурс до прокладеного під правобережним гірським масивом дериваційного тунелю довжиною 24,8 км з діаметром 8,2 метра. Він завершується у верхньому балансувальному резервуарі з корисним об’ємом 800 тис м3, звідки починаються два напірні водоводи довжиною по 1,4 км зі спадаючим дівметром від 5,8 до 5,2 метра. 
Споруджений у підземному виконанні машинний зал має розміри 192х26 метрів при висоті 50 метрів. Доступ до нього відбувається через тунель довжиною 0,5 км з перетином 6,5х7,5 метра. Крім того, для розміщення трансформаторного обладнання знадобилось ще одне підземне приміщення розмірами 192х17 метрів при висоті 33 метра. 
На станції встановили вісім турбін типу Пелтон потужністю по 187,5 МВт, які використовують напір у 620 метрів та повинні забезпечувати виробництво 8630 млн кВт-год електроенергії на рік. 
Видача продукції відбувається по ЛЕП, розрахованій на роботу під напругою 500 кВ.